# Robert Hood
Robert Hood, noto anche con lo pseudonimo di Robert Noise (Detroit, Michigan, 1965), è un disc jockey e produttore di musica elettronica statunitense.
Creò, assieme a Mad Mike Banks e Jeff Mills, l'Underground Resistance, un'etichetta discografica, progetto musicale, manifesto ideologico e in seguito canale di distribuzione della seconda ondata della Detroit techno. Quando l'esperienza dell'UR finì nel 1992, Mills e Hood, concordi che il futuro della techno avrebbe dovuto essere "minimale e ipnotico, elettronico ed essenziale", intrapresero carriere da solisti. Hood creò il secondo volume di Waveform Transmission (Tresor Records) a nome The Vision, l'album Internal Empire, considerato il suo migliore.
Nel 1994 fondò la M-Plant, etichetta discografica con cui pubblicò principalmente suoi lavori dando seguito alla sua idea di musica techno minimale. Tra i singoli prodotti: Music Data e Moveable Parts. 
Nel 2002 pubblicò Point Blank su Peacefrog e nel 2003 Molecule sotto il nome Monobox.
Hood è conosciuto anche con numerosi pseudonimi: The Vision, Monobox, Missing Channel, Inner Sanctum, Floorplan, Mathematic Assassin e Dr. Kevorkian.

## Discografia

### Come Robert Hood
- Robert Hood - Sophisticcato, 12" (Duet)
- Robert Hood - The Grey Area, 12" (M-Plant)
- Robert Hood - Spectra, 12" (M-Plant)
- Robert Hood - Red Passion III, 12" (Duet)
- Robert Hood - Addict, 12" (M-Plant)
- Robert Hood - Internal Empire, CD (Tresor)
- Robert Hood - The Protein Valve, 12" (M-Plant)
- Robert Hood - Internal Empire, CD (Tresor)
- Robert Hood - The Pace, 12" (M-Plant)
- Robert Hood - Master Builder, 12" (Tresor)
- Robert Hood - Minimal Nation Misspress, 2x12" (Axis)
- Robert Hood - Minimal Nation, 2x12" (Axis)
- Robert Hood - Internal Empire, 12" (M-Plant)
- Robert Hood - Internal Empire, 2x12" (Tresor)
- Robert Hood - Internal Empire, CD (Logic Records)
- Robert Hood - Nighttime World Volume 1, CD (Cheap)
- Robert Hood - Nighttime World Vol. 1, 2x12" (Cheap)
- Robert Hood - Moveable Parts Chapter 1, 12" (M-Plant)
- Robert Hood - Master Builder, CD5" (BMG)
- Robert Hood - Minimal Nation, 2x12" (M-Plant)
- Robert Hood - The Vision, 12" (Metroplex)
- Robert Hood - Underestimated, 12" (M-Plant)
- Robert Hood - Moveable Parts Chapter 2, 2x12" (M-Plant)
- Robert Hood - All Day Long, 12" (M-Plant)
- Robert Hood - Hoodlum, 2x12" (Drama)
- Robert Hood - Psychic / Pole Position, 12" (M-Plant)
- Robert Hood - Stereotype, 12" (M-Plant)
- Robert Hood - Red Passion II, 12" (Duet)
- Robert Hood - Satellite - A Force Of One, 12" (Hardwax)
- Robert Hood - Internal Empire, 2x12" (Tresor)
- Robert Hood - Technatural EP, 12" (M-Plant)
- Robert Hood - Red Passion I, 12" (Duet)
- Robert Hood - Nighttime World Volume 2, CD (M-Plant)
- Robert Hood - Nighttime World Volume 2, 3x12" (M-Plant)
- Robert Hood - Apartment Zero, 12" (Logistic Records)
- Robert Hood - Invincible, 12" (M-Plant)
- Robert Hood - The Greatest Dancer, 12" (M-Plant)
- Robert Hood - The Deal, 12" (Duet)
- Robert Hood - Master Builder, 12" (Tresor)
- Robert Hood - Who Taught You Math, 12" (Peacefrog)
- Robert Hood - The Metronome, 12" (M-Plant)
- Robert Hood - Monobox EP, 12" (Logistic Records)
- Robert Hood - Point Black, 2x12" (Peacefrog)
- Robert Hood - Point Black, CD (Peacefrog)
- Robert Hood - The Art Of War, 2x12" (Peacefrog)
- Robert Hood - Kick Dirt E.p, 12" (M-Plant)
- Robert Hood - The Black & White E.p, 12" (M-Plant)
- Robert Hood - "i", 12" (M-Plant)
- Robert Hood - Untitled 5, 12" (M-Plant)
- Robert Hood presents HoodMusic Vol 1 (Music Man)
- Robert Hood presents HoodMusic Vol 2 (Music Man)

### Come Monobox
- Monobox - Realm (12") (M-Plant)?
- Monobox - Downtown (12") (M-Plant)
- Monobox - Population (12") (M-Plant)
- Monobox - Molecule (12") (Logistic)
- Monobox - Molecule (LP/CD) (Logistic)

### Come H&M con Jeff Mills
- H&M - Tranquilizer EP, 12" (Axis)
- H&M - Tranquilizer EP, 12" (Network)
- H&M - Drama EP, 12" (Axis)